# Йоганнес Кебін
Йоганнес Густавович Кебін (ест. Johannes Käbin) (11 (24) вересня 1905, село Ранну, Везенберзький повіт, Естляндська губернія, тепер волость Азері повіту Іда-Вірумаа, Естонія — 25 жовтня 1999, Таллінн, Естонія) — естонський радянський партійний і державний діяч, Герой Соціалістичної Праці (1975), перший секретар ЦК Компартії Естонії (1950–1978) та голова Президії Верховної ради Естонської РСР (1978–1983). Член ЦК КПРС у 1952—1986 роках. Депутат Верховної Ради СРСР 3—10-го скликань.

## Життєпис
Народився в родині селянина-середняка. У 1910 році разом із батьками переїхав до селища Сусаніно Гатчинського повіту Санкт-Петербурзької губернії. У 1923 році закінчив середню школу та вступив до комсомолу.
З 1923 по 1925 рік працював на сезонних роботах у селищі Сусаніно Гатчинського повіту Петроградської губернії.
У 1926 році вступив до Ленінградської школи радянського і партійного будівництва імені Карла Лібкнехта. Успішно закінчивши її за рік, Кебін був обраний головою Сусанінської сільради Гатчинського району Ленінградської області. Пропрацював на цій посаді з 1927 по 1931 рік. Член ВКП(б) з грудня 1927 року.
У 1931 році закінчив курси партійного активу в Ленінградській області. З 1931 року — інструктор-пропагандист Красногвардійського районного комітету ВКП(б) Ленінградської області; секретар партійного комітету паперової фабрики «Комунар» Ленінградської області; секретар партійного комітету машинобудівного заводу імені Рошаля Красногвардійського району Ленінградської області.
У 1935 році закінчив річні курси марксизму-ленінізму при Ленінградському обласному комітеті ВКП(б). У 1935—1936 роках — заступник секретаря Таврійського районного комітету ВКП(б), редактор районної газети в Омській області.
1936 року вступив до Інституту червоної професури в Москві, де навчався до 1938 року, закінчив два курси. У 1939–1941 роках працював старшим викладачем основ марксизму-ленінізму Московського нафтового інституту імені І. М. Губкіна.
Починаючи з 1941 року, очолюючи сектор друку (преси) Центрального Комітету КП(б) Естонії, Кебін був куратором естонської преси і також сам публікувався у виданнях. Одночасно входив до складу комісій, що направляли естонців до естонських національних військових формувань, очолював партійний комітет, що проводив роботу серед евакуйованих жителів Естонії. З 1941 до вересня 1942 року працював у Таврійському районному комітеті ВКП(б) Омської області. Упродовж 1942—1943 років керував курсами для партійного, комсомольського й радянського активу в Ярославській області.
У 1944—1946 роках — перший заступник завідувача відділу пропаганди й агітації ЦК КП(б) Естонії. У 1946 році в Естонській РСР було створено новий заклад — Інститут історії партії при ЦК КП(б) Естонії (філія Інституту марксизму-ленінізму при ВКП(б)). Упродовж 1946—1948 років Кебін очолював зазначений інститут.
11 травня 1948 року Кебін повернувся до ЦК КП(б) Естонії, був обраний секретарем з пропаганди й агітації. 26 березня 1950 року його обрали першим секретарем ЦК Комуністичної партії Естонії. На посаді перебував понад 25 років, до 26 липня 1978 року.
23 вересня 1975 року указом Президії Верховної ради СРСР Кебіну було присвоєно звання Героя Соціалістичної Праці.
26 липня 1978 року Кебін був обраний на пост голови Президії Верховної ради Естонської РСР, обіймав посаду до 8 квітня 1983 року.
Після відновлення незалежності Естонії залишився на батьківщині. Помер 25 жовтня 1999 року. Похований на цвинтарі Метсакальмісту в Таллінні.

## Нагороди
- Герой Соціалістичної Праці (23.09.1975)
- шість орденів Леніна (20.07.1950; 23.09.1955; 1.03.1958; 23.09.1965; 27.08.1971; 23.09.1975)
- орден Жовтневої Революції (12.12.1973)
- два ордени Трудового Червоного Прапора (18.06.1946; 17.06.1981)
- орден Дружби народів (23.09.1985)
- медаль «За трудову доблесть» (25.12.1959)
- медаль «За доблесну працю у Великій Вітчизняній війні 1941—1945 рр.»
- медалі
- Почесна грамота Президії Верховної ради Естонської РСР (.06.1945)